# Giù le armi!
Giù le armi! o Abbasso le armi! (Die Waffen nieder!) è un romanzo pacifista di Bertha von Suttner, e anche l'opera sua principale.  Pubblicato a Dresda nel 1889, fu il primo bestseller che affrontò tematiche pacifiste.
Racconta le vicissitudini di una nobildonna durante quattro conflitti militari europei dell'Ottocento: la seconda guerra d'indipendenza italiana, la seconda guerra dello Schleswig, la guerra austro-prussiana e la guerra franco-prussiana.

## Trama
La protagonista del romanzo è la contessa viennese Martha Althaus, che cresce e vive in un'epoca in cui la carriera militare rappresentava un potente mito di posizione sociale. Andata in sposa giovanissima al conte Arno Dotzky, rimane vedova a 19 anni, durante la seconda guerra d'indipendenza italiana. Diventa allora una convinta pacifista. Il suo secondo marito, il barone prussiano Friedrich Tilling, ne condivide le idee nonostante prenda parte alla seconda guerra dello Schleswig e alla guerra austro-prussiana col grado di ufficiale. Quando poi le sorelle e il fratello di Martha periscono per il colera provocato dal conflitto tra Austria e Prussia, egli decide di abbandonare la carriera militare. Poco tempo dopo morirà anche il padre di Martha, di crepacuore. Nel 1870, trovatosi a Parigi durante la guerra franco-prussiana, il barone viene accusato di essere un agente al soldo della Prussia e conseguentemente fucilato.

## Edizioni
- (DE)  Bertha von Suttner, Die Waffen nieder!, Edgar Pierson, Dresden 1889.

### Traduzioni italiane
- Bertha von Suttner, Abbasso le armi! , a cura di Giuseppe Orlandi con prefazione di Laura Tirone, Centro Stampa Cavallermaggiore, 1996
- Bertha von Suttner, Giù le armi!, traduzione e cura di Annapaola Laldi, Edizioni Gruppo Abele, Torino 1989
- Bertha von Suttner, Abbasso le armi!, Prospero Editore, Novate Milanese 2022. ISBN 9788831304993